# Скотт О'Делл
Скотт О'Делл (англ. Scott O'Dell; 23 травня 1898 — 15 жовтня 1989) — американський дитячий письменник, автор 26 романів для дітей, 3-х романів для дорослих і 4-х документальних книг. Найвідомішим твором письменника вважається дитячий роман «Острів блакитних дельфінів» (1960).

## Біографія
Народився письменник 23 травня 1898 року в Лос-Анджелесі, Каліфорнія, під іменем О'Делл Габріель Скотт. У дитинстві О'Делл завжди захоплювався морем, деякий час його сім'я проживала на острові у будинку на палях. Любов до моря відбилася у його творчості.
Навчався О'Делл у Політехнічній середній школі Лонг-Біч. Вищу освіту здобував у чотирьох вищих навчальних закладах: Західний коледж (1919), Університет Вісконсин – Медісон (1920), Стенфордський університет (1921), Римський університет ла Сап'єнца (1925).
У роки Першої світової війни двадцятирічний Скотт О'Делл пішов в армію. Але на фронті йому жодного разу не довелося побувати, тому що війна закінчилася до того, як він закінчив офіцерську підготовку.
Після звільнення з армії О'Делл працював у кількох кіностудіях Лос-Анджелеса. Він читав сценарії, будував декорації та працював оператором над версією фільму "Бен Гур" (1925).
У 1934 році було опубліковано першу книгу письменника під назвою "Жінка Іспанії". Цього ж року О'Делл почав писати статті, а також художню та наукову літературу. Наприкінці 1950-х він почав роботу над дитячими книгами. Першим дитячим романом став "Острів блакитних дельфінів", який приніс своєму автору справжній успіх та 12 нагород.
У 1978 році автора відзначено медаллю "Реґіна" – Премією Американської католицької бібліотечної асоціації за видатний внесок у юнацьку літературу та визнано "Видатним американським письменником дитячої історичної фантастики".
Помер Скотт О’Делл 15 жовтня 1989 року.

## Творчість
Більшість творів Скотта О’Делла — історична белетристика для юних читачів, у якій прослідковується специфіка Південної Каліфорнії – індіансько-іспанського Заходу. Дітей, сповнених жаги до пригод, захоплюють його розповіді про молодих людей, виживання яких залежить від їхньої сміливості та самостійності. Серед його найвідоміших книг: "Острів блакитних дельфінів" (1960), "Королівський п’ятий" (1966), "Чорна перлина" (1967), "Темна пирога" (1968).

## Scott O’Dell Award for Historical Fiction
У 1980-х роках Скотт О'Делл заснував власну премію — Scott O’Dell Award for Historical Fiction — у розмірі 5000 доларів за видатні художні твори історичної тематики.